# Indiana Dunes State Park
Der Indiana Dunes State Park befindet sich in der Nähe von Porter, 76 Kilometer östlich von Chicago am südlichen Rand des Michigansees. Er verteilt sich auf 8,8 km². Der Park wurde 1925 eingerichtet und ist damit einer der ersten, die in Indianas State Park System aufgenommen wurden. Wie in allen State Parks wird eine Eintrittsgebühr erhoben. Der State Park ist auf allen Seiten, einschließlich dem Wasseranteil vom Indiana-Dunes-Nationalpark umgeben.
Winde formten die Strände am Ufer des Michigansees, welche sich beim Absinken des Seespiegels mit Ende der Eiszeit in Dünen verwandelten. Die Indiana Dunes waren lange Zeit Aufenthaltsort von Indianerstämmen wie den Potawatomi und den Miami. Sie dienten als Handelsrouten zwischen Stämmen des Mississippi und der Großen Seen.

## Freizeitangebote
- Schwimmen und Sonnenbaden: Ein Teil des Sandstrandes ist für die Öffentlichkeit zum Baden ausgewiesen.
- Camping: Der Campingplatz wurde 2004 neugebaut und beherbergt nun 140 Campingstellen.
- Beobachtung von Vögeln
- 26 km Wanderwege

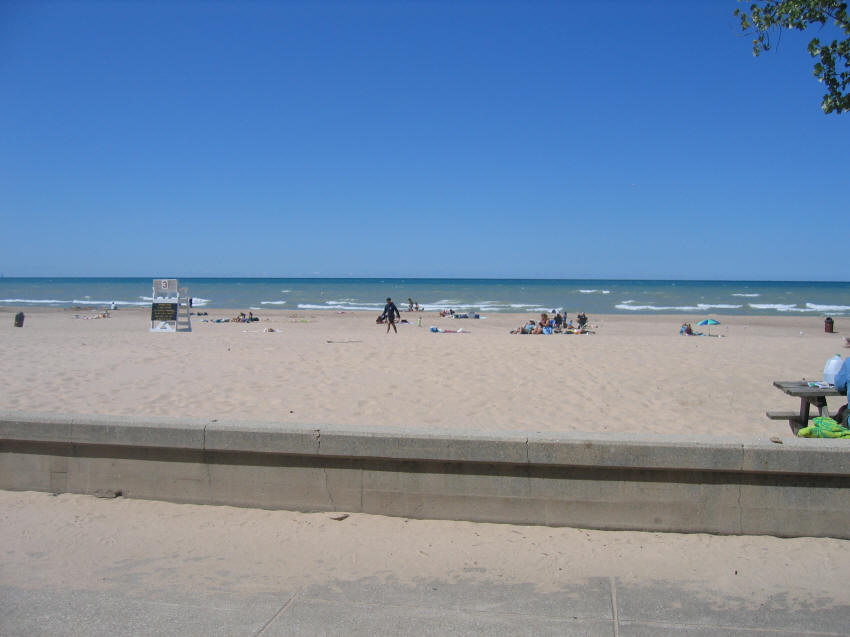
Strandblick
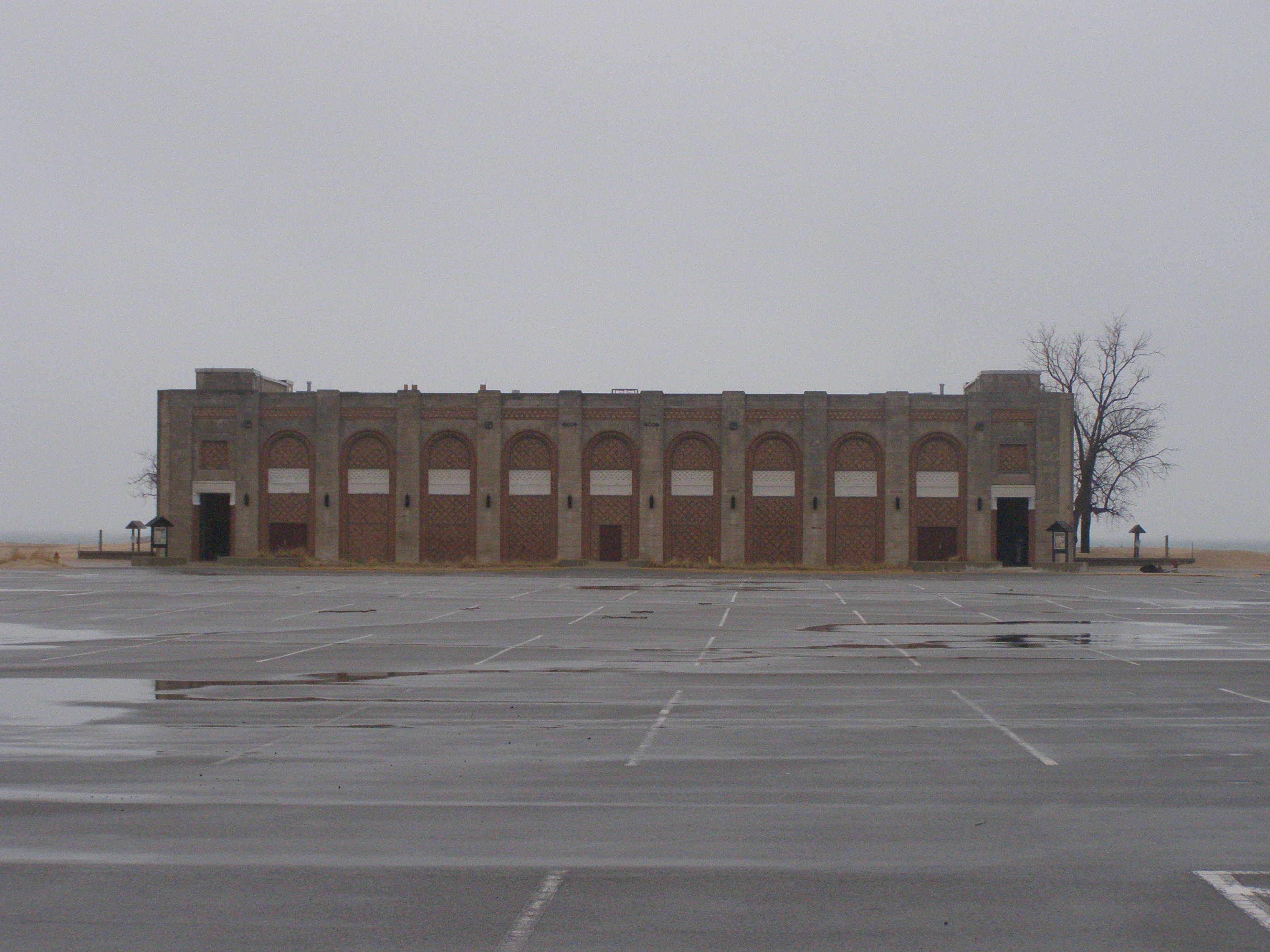
Bathhouse